# Калильный карбюраторный двигатель

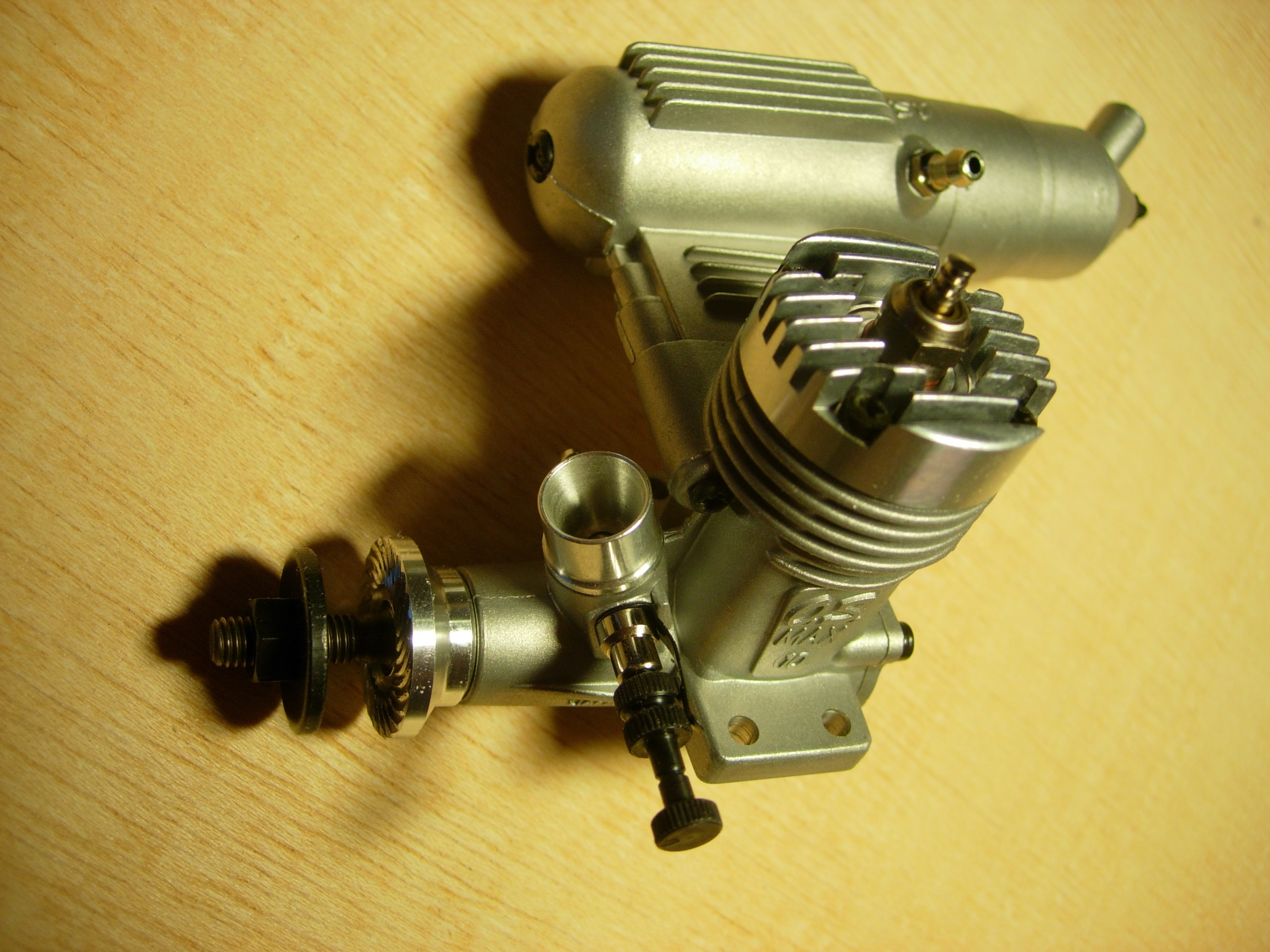
Двухтактный авиамодельный калильный карбюраторный двигатель.

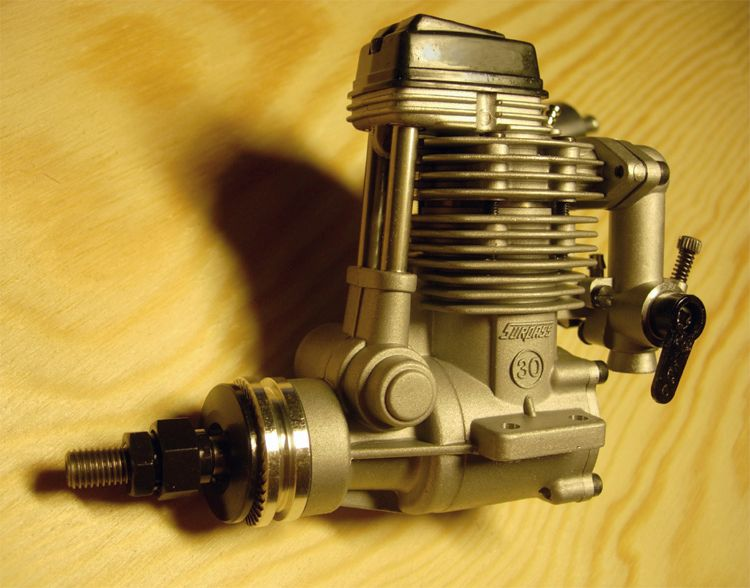
Четырёхтактный авиамодельный калильный карбюраторный двигатель.

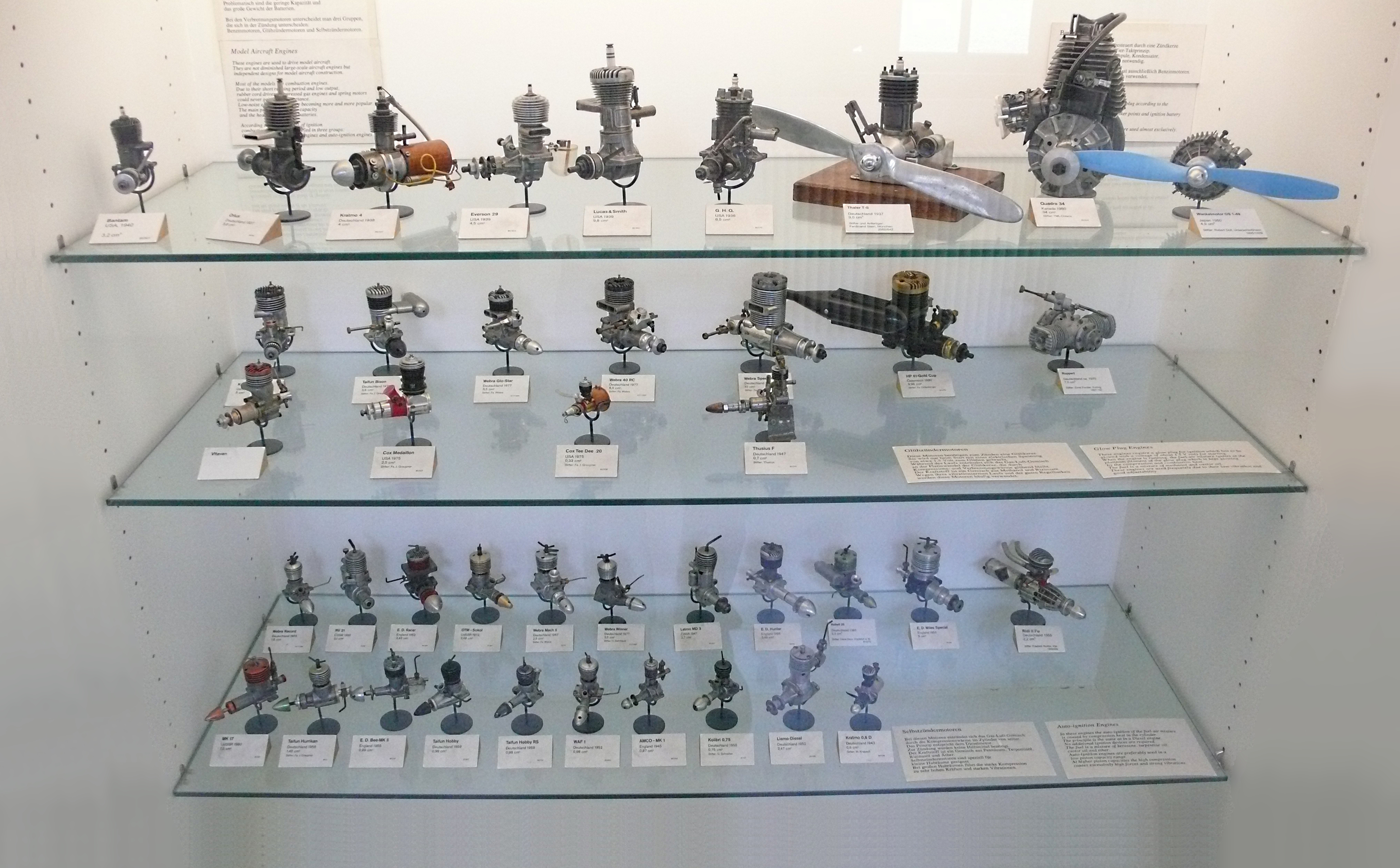
Калильные двигатели (верхние полки).

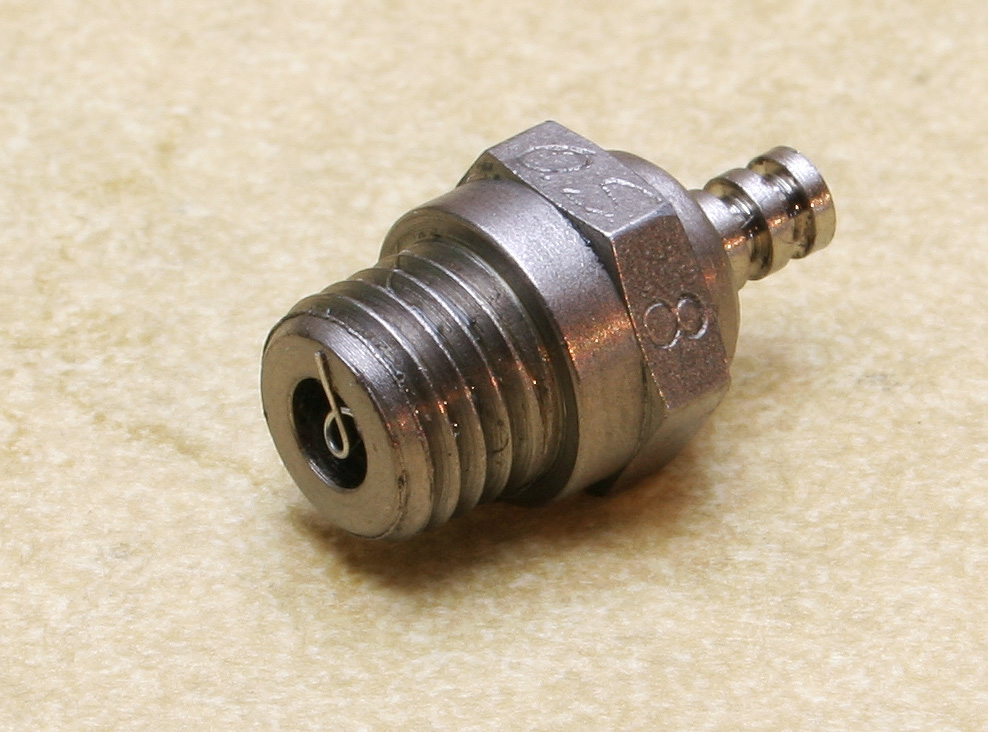
Свеча накаливания калильного двигателя.

Кали́льный карбюра́торный дви́гатель — один из типов карбюраторных поршневых двигателей внутреннего сгорания, особенностью которого является воспламенение топливо-воздушной смеси в цилиндре при помощи калильной свечи.
Применяется для моделей самолётов, вертолётов, автомобилей, глиссеров. Работает по циклу Отто, в отличие от нефтяного двигателя (двигателя с калильной головкой), с которым его можно спутать из-за названия.

## Принцип работы
Внутри калильно-каталитической свечи имеется спираль из платино-иридиевого или платино-родиевого сплава, которая при повышенной температуре каталитически поджигает горючую смесь. Существуют также обычные калильные свечи, в которых катализ не используется.
Во время запуска к свече подключают электрическую батарею, от которой спираль раскаляется и воспламеняет горючую смесь. Когда двигатель запустился, напряжение на калильно-каталитической свече отключают, так как рабочая температура спирали поддерживается высокой температурой продуктов сгорания.
Калильные двигатели, как правило, работают на топливе, состоящем из метанола в смеси с касторовым маслом. В качестве присадки, повышающей мощность двигателя, применяют нитрометан. Топливо-воздушная смесь готовится в карбюраторе.

## Калильные двигатели в моделизме
Применяются двухтактные или четырёхтактные двигатели. Наибольшее распространение имеют одноцилиндровые атмосферные двигатели. Реже встречаются оппозитные двухцилиндровые. К экзотике можно отнести роторные, рядные многоцилиндровые, звездообразные, инжекторные и двигатели с турбонаддувом.

### Классификация
Распространена классификация калильных двигателей, выражаемая в сотых долях кубического дюйма. Несколько распространённых примеров:
- 15 класс (2,5 см³)
- 21 класс (3,5 см³)
- 25 класс (4 см³).
- 30 класс (4,9 см³)
- 35 класс (5,8 см³)
- 40 класс (6,5 см³).
- 46 класс (7,5 см³).
- 50 класс (8,5 см³).
- 61 класс (10 см³).
- 90 — 91 класс (≈15 см³).
- 108 класс (≈18 см³).
- 120 класс (≈20 см³).
- 140 класс (≈23 см³).
- 160 класс (≈26 см³).
- 180 класс (≈30 см³).

Радиоуправляемые авиамодели часто классифицируют по объему подходящего двухтактного калильного двигателя, выражаемого в сотых долях кубического дюйма. Модель при этом может быть оснащена 4-тактным или электродвигателем. Такая эквивалентная классификация используется лишь для удобства сравнения.

## Калильное зажигание на двигателе с электрической системой зажигания
В некоторых случаях бензиновый двигатель внутреннего сгорания с электрической системой зажигания может работать как калильный двигатель. Например, при выключенном зажигании двигатель не останавливается, работает, хотя и неустойчиво.
Данное явление возникает, когда свечи зажигания покрыты нагаром (слоем раскалённой сажи) или применены свечи с ненадлежащим калильным числом (на форсированный или термически напряжённый двигатель установлены «горячие свечи»). Например, в двигателе автомобиля «Запорожец» вместо свечей А23 применены А11. Возникает преждевременное зажигание, двигатель теряет мощность, появляются «стуки».
Этот режим работы ненормальный, его надо устранять ремонтом или регулировкой двигателя.
В современных двигателях карбюраторы имеют электромагнитный клапан, перекрывающий подачу топлива при выключенном зажигании, поэтому при остановке двигателя калильное зажигание заметить трудно (а также в двигателях с системой впрыска).